# Лёгкая атлетика на летних Олимпийских играх 1904 — бег на 200 метров с барьерами
Соревнования по бегу на 200 метров с барьерами среди мужчин на летних Олимпийских играх 1904 прошли 1 сентября. Приняли участие пять спортсменов из одной страны.

## Призёры
| Золото            | Серебро           | Бронза          |
| Гарри Хиллман США | Фрэнк Каслмен США | Джордж Подж США |

## Рекорды
| Мировой рекорд     |                       | —      |                |              |
| Олимпийский рекорд | Элвин Крэнцлайн (USA) | 25,4 с | Париж, Франция | 16 июля 1900 |

## Соревнование
| Место | Спортсмен            | Результат  |
| ----- | -------------------- | ---------- |
| 1     | Гарри Хиллман (USA)  | 24,6 с OR  |
| 2     | Фрэнк Каслмэн (USA)  | 24,9 с     |
| 3     | Джордж Подж (USA)    | Неизвестен |
| 4     | Джордж Варнелл (USA) | Неизвестен |
| 5     | Фред Шуле (USA)      | Неизвестен |